# Werner Seifert (Politiker)
Werner Seifert (* 18. Mai 1920 in Plauen; † 29. September 2000) war ein deutscher Politiker der DDR-Blockpartei DBD. Er war Mitglied des Staatsrates der DDR.

## Leben

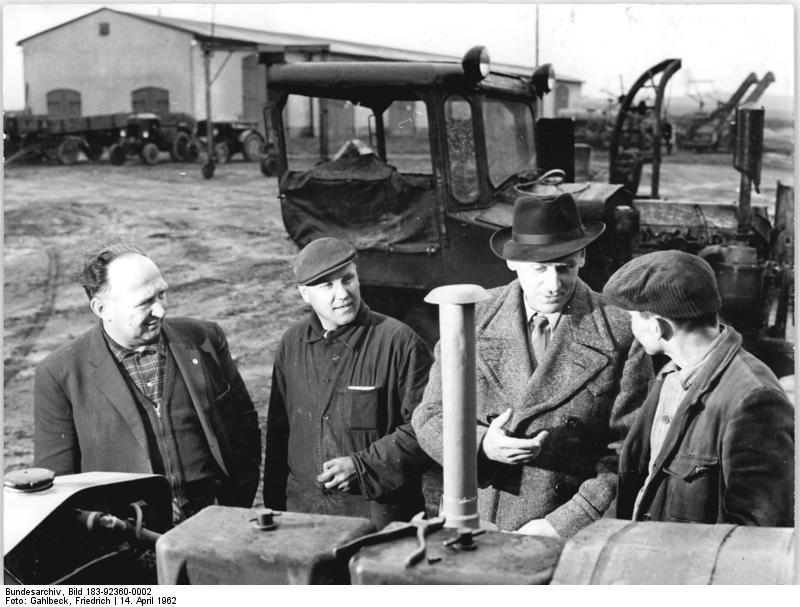
Seifert (2. von rechts) besucht die MTS Neukirchen (April 1962).

Seifert, Sohn einer Arbeiterfamilie, absolvierte zwischen 1934 und 1937 eine Gärtnerlehre. Von 1937 bis 1954 war er als Gärtnergehilfe und als selbstständiger Gärtner tätig. Im Zweiten Weltkrieg leistete er Kriegsdienst. 
1948 trat er der Demokratischen Bauernpartei Deutschlands (DBD) bei und war ab 1954 hauptamtlicher DBD-Funktionär. Zeitweise war er stellvertretender Vorsitzender des Kreisvorstandes Zwickau und Abteilungsleiter im DBD-Bezirksvorstand Karl-Marx-Stadt. Von 1949 bis 1954 war er Abgeordneter des Kreistages Zwickau, von 1954 bis 1971 Abgeordneter des Bezirkstages Karl-Marx-Stadt sowie zeitweise stellvertretender Vorsitzender der Kommission Landwirtschaft beim Bezirkstag. 1959/1960 studierte er am Institut zur Ausbildung von Funktionären für die sozialistische Landwirtschaft in Schwerin und schloss sein Studium als staatlich geprüfter Landwirt ab. 
Ab 1959 fungierte er als Sekretär, ab 1962 als stellvertretender Vorsitzender und von 1965 bis 1987 als Vorsitzender des DBD-Bezirksvorstandes Karl-Marx-Stadt. Von 1968 bis 1987 gehörte er zudem als Mitglied dem DBD-Parteivorstand und von 1980 bis 1987 auch dem Präsidium des Parteivorstandes an. 
Von 1971 bis 1986 war er Abgeordneter der Volkskammer. Von 1971 bis 1976 war er dort Mitglied des Ausschusses für Auswärtige Angelegenheiten, von 1976 bis 1981 stellvertretender Vorsitzender des Geschäftsordnungsausschusses und von 1981 bis 1986 Stellvertreter des Vorsitzenden des Ausschusses für Auswärtige Angelegenheiten.
Von 1979 bis 1986 gehörte Seifert zudem als Mitglied dem Staatsrat der DDR an. 
Im Laufe der beiden Jahre 1986 und 1987 trat Seifert aus gesundheitlichen Gründen von allen seinen Funktionen zurück.

## Auszeichnungen
- Vaterländischer Verdienstorden in Bronze (1964), in Silber (1970) und in Gold (1980)
- Stern der Völkerfreundschaft in Silber (1985)